# Премія БАФТА за найкращу жіночу роль (кіно)

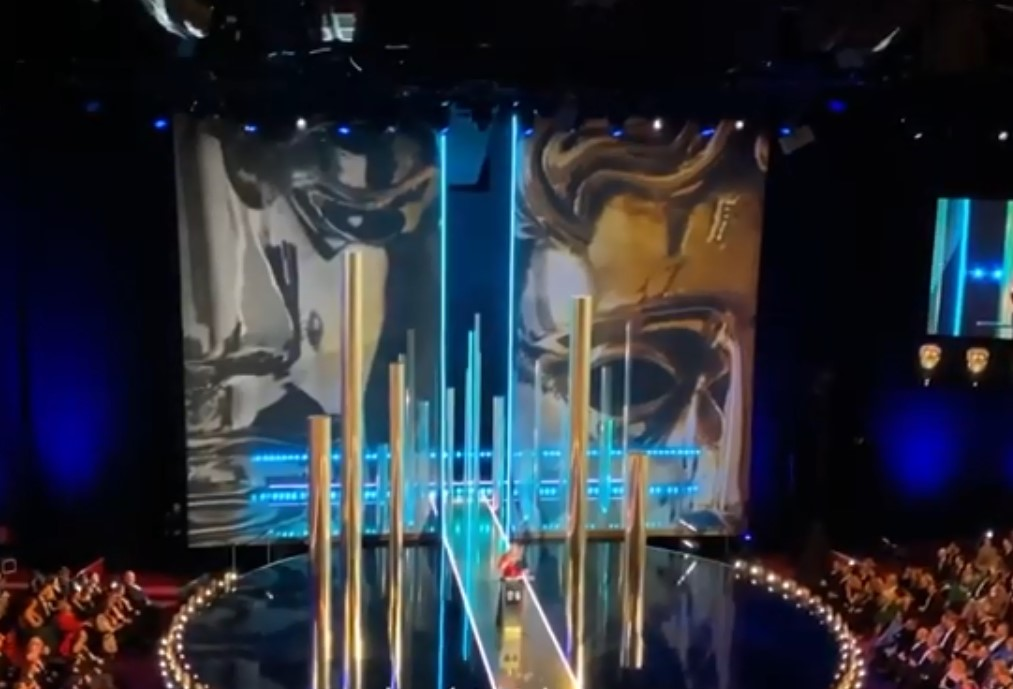
Сцена премії БАФТА 2020

Премія БАФТА за найкращу жіночу роль (англ. BAFTA Award for Best Actress in a Leading Role) — нагорода Британської академії кіно й телевізійних мистецтв (BAFTA), яку присуджують щорічно для визнання акторки, яка зіграла видатну головну роль у фільмі. День оголошення переможниць призначається в періоді з лютого по квітень.
З 1952 по 1967 рік вручалися дві нагороди за найкращу жіночу роль: «Найкраща британська акторка» та «Найкраща іноземна акторка». Із 1968 року дві нагороди об'єдналися в одну й до 1984 року премія мала назву «Найкраща акторка». З 1985 року й дотепер премія відома під назвою «Найкраща жіноча роль».

## Переможниці й номінантки

### Найкраща жіноча роль

#### 2020-ті
| Рік  | Акторки             | Фільм                     | Роль                                     | Фото переможниці |
| ---- | ------------------- | ------------------------- | ---------------------------------------- | ---------------- |
| 2024 | Майкі Медісон       | «Анора»                   | Анора «Ані» Міхєєва                      |                  |
| 2024 | Синтія Еріво        | «Wicked: Чародійка»       | Ельфаба Тропп                            |                  |
| 2024 | Карла Софія Гаскон  | «Емілія Перес»            | Хуан «Манітас» Дель Монте / Емілія Перес |                  |
| 2024 | Меріанн Жан-Батист  | «Жорстка правда»          | Пансі Дікон                              |                  |
| 2024 | Демі Мур            | «Субстанція»              | Елізабет Спаркл                          |                  |
| 2024 | Сірша Ронан         | «Втеча»                   | Рона                                     |                  |
| 2023 | Емма Стоун          | «Бідолашні створіння»     | Белла Бакстер                            |                  |
| 2023 | Фантазія            | «Барва пурпурова»         | Селі Гарріс-Джонсон                      |                  |
| 2023 | Сандра Гюллер       | «Анатомія падіння»        | Сандра Войтер                            |                  |
| 2023 | Кері Малліган       | «Маестро»                 | Фелісія Монтеалегре                      |                  |
| 2023 | Вівіан Опара        | «Провулок Рай»            | Яс                                       |                  |
| 2023 | Марґо Роббі         | «Барбі»                   | Барбі                                    |                  |
| 2022 | Кейт Бланшетт       | «Тар»                     | Лідія Тар                                |                  |
| 2022 | Мішель Єо           | «Королева-воїн»           | Генерал Наніска                          |                  |
| 2022 | Віола Девіс         | «Тілл»                    | Меймі Тілл                               |                  |
| 2022 | Ана де Армас        | «Білявка»                 | Норма Джин Мортенсон / Мерилін Монро     |                  |
| 2022 | Деніелл Дедвайлер   | «Успіхів тобі, Лео Гранд» | Ненсі Стокс / Сюзан Робінсон             |                  |
| 2022 | Емма Томпсон        | «Все завжди і водночас»   | Івелін Кван Ван                          |                  |
| 2021 | Джоанна Сканлан     | «Після любові»            | Мері Хуссейн                             |                  |
| 2021 | Леді Гага           | «Дім Гуччі»               | Патриція Реджані                         |                  |
| 2021 | Алана Хаїм          | «Локрична піца»           | Алана Кейн                               |                  |
| 2021 | Емілія Джонс        | «У ритмі серця»           | Рубі Россі                               |                  |
| 2021 | Ренате Реінсве      | «Найгірша людина в світі» | Джулі                                    |                  |
| 2021 | Тесса Томпсон       | «Поміжжя»                 | Ірен Редфілд                             |                  |
| 2020 | Френсіс Мак-Дорманд | «Земля кочовиків»         | Ферн                                     |                  |
| 2020 | Баккі Бакрай        | «Скелі»                   | Олушола «Скелі» Омотосо                  |                  |
| 2020 | Радга Бланк         | «Сорокарічна версія»      | Радга Бланк                              |                  |
| 2020 | Ванесса Кірбі       | «Фрагменти жінки»         | Марта Вайс                               |                  |
| 2020 | Вунмі Мосаку        | «Його дім»                | Ріал Маджур                              |                  |
| 2020 | Елфрі Вудард        | «Милосердя»               | Бернардін Вільямс                        |                  |

#### 2010-ті
| Рік  | Акторки             | Фільм                                     | Роль                              | Фото переможниці |
| ---- | ------------------- | ----------------------------------------- | --------------------------------- | ---------------- |
| 2019 | Рене Зеллвегер      | «Джуді»                                   | Джуді Ґарланд                     |                  |
| 2019 | Джессі Баклі        | «Дика троянда»                            | Роуз-Лінн Гарлан                  |                  |
| 2019 | Скарлетт Йоганссон  | «Шлюбна історія»                          | Ніколь Барбер                     |                  |
| 2019 | Сірша Ронан         | «Маленькі жінки»                          | Джозефіна «Джо» Марч              |                  |
| 2019 | Шарліз Терон        | «Сенсація»                                | Мегін Келлі                       |                  |
| 2018 | Олівія Колман       | «Фаворитка»                               | Королева Анна                     |                  |
| 2018 | Гленн Клоуз         | «Дружина»                                 | Джоан Кастлеман                   |                  |
| 2018 | Віола Девіс         | «Вдови»                                   | Вероніка Ролінгс                  |                  |
| 2018 | Леді Гага           | «Народження зірки»                        | Аллі Мейн                         |                  |
| 2018 | Мелісса Маккарті    | «Чи зможете Ви мені пробачити?»           | «Лі Ізраель»                      |                  |
| 2017 | Френсіс Мак-Дорманд | «Три білборди за межами Еббінга, Міссурі» | Мілдред Гейс                      |                  |
| 2017 | Аннетт Бенінг       | «Кінозірки не вмирають у Ліверпулі»       | Глорія Грем                       |                  |
| 2017 | Саллі Гокінз        | «Форма води»                              | Еліза Еспозіто                    |                  |
| 2017 | Марго Роббі         | «Я, Тоня»                                 | Тоня Гардінг                      |                  |
| 2017 | Сірша Ронан         | «Леді-Птаха»                              | Крістін «Леді-Птаха» Макферсон    |                  |
| 2016 | Емма Стоун          | «Ла-Ла Ленд»                              | Міа Долан                         |                  |
| 2016 | Емі Адамс           | «Прибуття»                                | Др. Луїза Бенкс                   |                  |
| 2016 | Емілі Блант         | «Дівчина у потягу»                        | Рейчел Ватсон                     |                  |
| 2016 | Наталі Портман      | «Джекі»                                   | Жаклін Кеннеді                    |                  |
| 2016 | Меріл Стріп         | «Флоренс Фостер Дженкінс»                 | Флоренс Фостер Дженкінс           |                  |
| 2015 | Брі Ларсон          | «Кімната»                                 | Джой "Ма" Ньюсом                  |                  |
| 2015 | Кейт Бланшетт       | «Керол»                                   | Керол Ерд                         |                  |
| 2015 | Сірша Ронан         | «Бруклін»                                 | Ейліс Лейсі                       |                  |
| 2015 | Меггі Сміт          | «Леді у фургоні»                          | Мері Шеперд / Маргарет Ферчайлд   |                  |
| 2015 | Алісія Вікандер     | «Дівчина з Данії»                         | Герда Вегенер                     |                  |
| 2014 | Джуліанн Мур        | «Все ще Еліс»                             | Др. Елісон Гоуленд                |                  |
| 2014 | Емі Адамс           | «Великі очі»                              | Маргарет Кін                      |                  |
| 2014 | Фелісіті Джонс      | «Теорія всього»                           | Джейн Гокінг                      |                  |
| 2014 | Розамунд Пайк       | «Загублена»                               | Емі Елліотт-Данн                  |                  |
| 2014 | Різ Візерспун       | «Дика»                                    | Шеріл Стрейд                      |                  |
| 2013 | Кейт Бланшетт       | «Жасмин»                                  | Жанетт «Жасмін» Френсіс           |                  |
| 2013 | Емі Адамс           | «Американська афера»                      | Сідні Проссер / Леді Едіт Грінзлі |                  |
| 2013 | Сандра Буллок       | «Гравітація»                              | Др. Раян Стоун                    |                  |
| 2013 | Джуді Денч          | «Філомена»                                | Філомена Лі                       |                  |
| 2013 | Емма Томпсон        | «Порятунок містера Бенкса»                | Памела Ліндон Треверс             |                  |
| 2012 | Еммануель Ріва      | «Любов»                                   | Енн Лоран                         |                  |
| 2012 | Джессіка Честейн    | «Тридцять хвилин по півночі»              | Мая Гарріс                        |                  |
| 2012 | Маріон Котіяр       | «Іржа та кістка»                          | Стефані                           |                  |
| 2012 | Дженніфер Лоренс    | «Збірка промінців надії»                  | Тіффані Максвелл                  |                  |
| 2012 | Гелен Міррен        | «Гічкок»                                  | Альма Ревілль                     |                  |
| 2011 | Меріл Стріп         | «Залізна леді»                            | Маргарет Тетчер                   |                  |
| 2011 | Береніс Бежо        | «Артист»                                  | Пеппі Міллер                      |                  |
| 2011 | Віола Девіс         | «Прислуга»                                | Айблін Кларк                      |                  |
| 2011 | Тільда Свінтон      | «Щось не так з Кевіном»                   | Єва Хачадурян                     |                  |
| 2011 | Мішель Вільямс      | «7 днів і ночей з Мерилін»                | Мерилін Монро                     |                  |
| 2010 | Наталі Портман      | «Чорний лебідь»                           | Ніна Сейерс                       |                  |
| 2010 | Аннетт Бенінг       | «Дітки в порядку»                         | Доктор Ніколь «Нік» Олгуд         |                  |
| 2010 | Джуліанн Мур        | «Дітки в порядку»                         | Джулс Олгуд                       |                  |
| 2010 | Нумі Рапас          | «Дівчина з татуюванням дракона»           | Лісбет Саландер                   |                  |
| 2010 | Гейлі Стайнфельд    | «Справжня мужність»                       | Метті Росс                        |                  |

#### 2000-ті
| Рік  | Акторки             | Фільм                                  | Роль                       | Фото переможниці |
| ---- | ------------------- | -------------------------------------- | -------------------------- | ---------------- |
| 2009 | Кері Малліган       | «Виховання почуттів»                   | Дженні Меллор              |                  |
| 2009 | Сірша Ронан         | «Милі кості»                           | Сьюзі Салмон               |                  |
| 2009 | Габурі Сідібе       | «Скарб»                                | Клеріс «Прешіс» Джонс      |                  |
| 2009 | Меріл Стріп         | «Джулі та Джулія»                      | Джулія Чайлд               |                  |
| 2009 | Одрі Тоту           | «Коко до Шанель»                       | Коко Шанель                |                  |
| 2008 | Кейт Вінслет        | «Читець»                               | Ханна Шмітц                |                  |
| 2008 | Меріл Стріп         | «Підміна»                              | Крістін Коллінз            |                  |
| 2008 | Анджеліна Джолі     | «Сумнів»                               | Сестра Алоїзіус Бов'є      |                  |
| 2008 | Крістін Скотт Томас | «Я так давно тебе кохаю»               | Жюльєтт Фонтейн            |                  |
| 2008 | Кейт Вінслет        | «Життя спочатку»                       | Ейпріл Вілер               |                  |
| 2007 | Маріон Котіяр       | «Життя у рожевому кольорі»             | Едіт Піаф                  |                  |
| 2007 | Кейт Бланшетт       | «Єлизавета: Золотий вік»               | Єлизавета I                |                  |
| 2007 | Джулі Крісті        | «Далеко від неї»                       | Фіона Андерсон             |                  |
| 2007 | Кіра Найтлі         | «Спокута»                              | Сесілія Талліс             |                  |
| 2007 | Елліот Пейдж        | «Джуно»                                | Джуно Макгафф              |                  |
| 2006 | Гелен Міррен        | «Королева»                             | Єлизавета II               |                  |
| 2006 | Пенелопа Крус       | «Повернення»                           | Раймунда                   |                  |
| 2006 | Джуді Денч          | «Скандальний щоденник»                 | Барбара Коветт             |                  |
| 2006 | Меріл Стріп         | «Диявол носить „Прада“»                | Міранда Прістл             |                  |
| 2006 | Кейт Вінслет        | «Як малі діти»                         | Сара Пірс                  |                  |
| 2005 | Різ Візерспун       | «Переступити межу»                     | Джун Картер Кеш            |                  |
| 2005 | Джуді Денч          | «Місіс Хендерсон представляє»          | Лора Гендерсон             |                  |
| 2005 | Шарліз Терон        | «Північна країна»                      | Джосі Еймс                 |                  |
| 2005 | Рейчел Вайс         | «Відданий садівник»                    | Тесса Ебботт-Квейл         |                  |
| 2005 | Чжан Цзиї           | «Мемуари гейші»                        | Чіо Сакамото / Саюрі Нітта |                  |
| 2004 | Імельда Стонтон     | «Віра Дрейк»                           | Вера Дрейк                 |                  |
| 2004 | Кейт Вінслет        | «Вічне сяйво чистого розуму»           | Клементина Кручинскі       |                  |
| 2004 | Кейт Вінслет        | «Чарівна країна»                       | Сільвія Левелін-Девіс      |                  |
| 2004 | Шарліз Терон        | «Монстр»                               | Ейлін Ворнос               |                  |
| 2004 | Чжан Цзиї           | «Будинок літаючих кинджалів»           | Мей                        |                  |
| 2003 | Скарлетт Йоганссон  | «Труднощі перекладу»                   | Шарлотт                    |                  |
| 2003 | Скарлетт Йоганссон  | «Дівчина з перлинною сережкою»         | Грієт                      |                  |
| 2003 | Енн Рейд            | «Історія матері»»                      | Мей                        |                  |
| 2003 | Ума Турман          | «Убити Білла. Фільм 1»                 | Беатрікс Кіддо             |                  |
| 2003 | Наомі Воттс         | «21 грам»                              | Крістіна Пек               |                  |
| 2002 | Ніколь Кідман       | «Години»                               | Вірджинія Вульф            |                  |
| 2002 | Геллі Беррі         | «Бал монстрів»                         | Летиція Масгроув           |                  |
| 2002 | Сальма Хаєк         | «Фріда»                                | Фріда Кало                 |                  |
| 2002 | Меріл Стріп         | «Години»                               | Кларисса Вон               |                  |
| 2002 | Рене Зеллвегер      | «Чикаго»                               | Роксі Гарт                 |                  |
| 2001 | Джуді Денч          | «Айріс»                                | Айріс Мердок               |                  |
| 2001 | Ніколь Кідман       | «Інші»                                 | Грейс Стюарт               |                  |
| 2001 | Сісі Спейсек        | «У спальні»                            | Рут Фаулер                 |                  |
| 2001 | Одрі Тоту           | «Амелі»                                | Амелі Пулен                |                  |
| 2001 | Рене Зеллвегер      | «Щоденник Бріджит Джонс»               | Бріджет Джонс              |                  |
| 2000 | Джулія Робертс      | «Ерін Брокович»                        | Ерін Брокович              |                  |
| 2000 | Жульєт Бінош        | «Шоколад»                              | Вівіан Роше                |                  |
| 2000 | Кейт Гадсон         | «Майже знамениті»                      | Пенні Лейн Трамбулл        |                  |
| 2000 | Гіларі Свенк        | «Хлопці не плачуть»                    | Брендон Тіна               |                  |
| 2000 | Мішель Єо           | «Тигр підкрадається, дракон ховається» | Ю Шу Лінь                  |                  |

#### 1990-ті
| Рік  | Акторки             | Фільм                        | Роль                             | Фото переможниці |
| ---- | ------------------- | ---------------------------- | -------------------------------- | ---------------- |
| 1999 | Аннетт Бенінг       | «Краса по-американськи»      | Керолін Бернем                   |                  |
| 1999 | Лінда Бассетт       | «Схід — це Схід»             | Елла Кхан                        |                  |
| 1999 | Джуліанн Мур        | «Кінець роману»              | Сара Майлз                       |                  |
| 1999 | Емілі Вотсон        | «Прах Анджели»               | Анджела Шихан Маккорт            |                  |
| 1998 | Кейт Бланшетт       | «Єлизавета»                  | Єлизавета I                      |                  |
| 1998 | Джейн Горрокс       | «Голосок»                    | Лорі Гофф / Маленький голос "LV" |                  |
| 1998 | Гвінет Пелтроу      | «Закоханий Шекспір»          | Віола дю Лессепс                 |                  |
| 1998 | Емілі Вотсон        | «Гіларі і Джекі»             | Жаклін дю Пре                    |                  |
| 1997 | Джуді Денч          | «Місіс Браун»                | Вікторія                         |                  |
| 1997 | Кім Бейсінгер       | «Таємниці Лос-Анджелеса»     | Лінн Брекен                      |                  |
| 1997 | Кеті Берк           | «Чи не ковтати»              | Валері                           |                  |
| 1997 | Гелена Бонем Картер | «Крила голубки»              | Кейт Крой                        |                  |
| 1996 | Бренда Блетин       | «Таємниці і брехня»          | Синтія Перлі                     |                  |
| 1996 | Френсіс Мак-Дорманд | «Фарґо»                      | Мардж Гандерсон                  |                  |
| 1996 | Крістін Скотт Томас | «Англійський пацієнт»        | Кетрін Кліфтон                   |                  |
| 1996 | Емілі Вотсон        | «Розсікаючи хвилі»           | Бесс Макніл                      |                  |
| 1995 | Емма Томпсон        | «Розум і почуття»            | Елінор Дешвуд                    |                  |
| 1995 | Ніколь Кідман       | «Померти заради»             | Сюзанн Стоун-Маретто             |                  |
| 1995 | Гелен Міррен        | «Божевілля короля Георга»    | Королева Шарлотта                |                  |
| 1995 | Елізабет Шу         | «Покидаючи Лас-Вегас»        | Сера                             |                  |
| 1994 | Сьюзен Сарандон     | «Клієнт»                     | Реджина «Реджі» Лав              |                  |
| 1994 | Лінда Фіорентіно    | «Останнє спокушання»         | Бріджит Грегорі                  |                  |
| 1994 | Ірен Жакоб          | «Три кольори: Червоний»      | Валентин Дюссо                   |                  |
| 1994 | Ума Турман          | «Кримінальне чтиво»          | Міа Волес                        |                  |
| 1993 | Голлі Гантер        | «Фортепіано»                 | Ада Макграт                      |                  |
| 1993 | Міранда Річардсон   | «Том і Вів»                  | Вів'єн Гейг-Вуд Еліот            |                  |
| 1993 | Емма Томпсон        | «Наприкінці дня»             | Сара Кентон                      |                  |
| 1993 | Дебра Вінгер        | «Країна тіней»               | Джой Девідмен                    |                  |
| 1992 | Емма Томпсон        | «Маєток Говардс Енд»         | Маргарет Шлегель                 |                  |
| 1992 | Джуді Девіс         | «Чоловіки й дружини»         | Саллі Сіммонс                    |                  |
| 1992 | Тара Моріс          | «Тільки в танцювальній залі» | Френ                             |                  |
| 1992 | Джессіка Тенді      | «Смажені зелені помідори»    | Нінні Тредгуд                    |                  |
| 1991 | Джоді Фостер        | «Мовчання ягнят»             | Кларіс Старлінг                  |                  |
| 1991 | Джина Девіс         | «Тельма і Луїза»             | Тельма Дікінсон                  |                  |
| 1991 | Сьюзен Сарандон     | «Тельма і Луїза»             | Луїз Сойєр                       |                  |
| 1991 | Джульєт Стівенсон   | «Щиро, шалено, сильно»       | Ніна                             |                  |
| 1990 | Джессіка Тенді      | «Водій міс Дейзі»            | Дейзі Вертан                     |                  |
| 1990 | Ширлі Мак-лейн      | «Листівки з краю безодні»    | Доріс Манн                       |                  |
| 1990 | Мішель Пфайффер     | «Знамениті брати Бейкер»     | Сьюзі Даймонд                    |                  |
| 1990 | Джулія Робертс      | «Красуня»                    | Вівіан Ворд                      |                  |

#### 1980-ті
| Рік  | Акторки          | Фільм                            | Роль                     | Фото переможниці |
| ---- | ---------------- | -------------------------------- | ------------------------ | ---------------- |
| 1989 | Полін Коллінз    | «Ширлі Валентайн»                | Ширлі Валентайн          |                  |
| 1989 | Гленн Клоуз      | «Небезпечні зв'язки»             | Маркіза де Мертей        |                  |
| 1989 | Джоді Фостер     | «Обвинувачені»                   | Сара Тобіас              |                  |
| 1989 | Мелані Гріффіт   | «Ділова дівчина»                 | Тесс Макгілл             |                  |
| 1988 | Меггі Смітт      | «Самотня пристрасть Джудіт Гірн» | Джудіт Гірн              |                  |
| 1988 | Стефан Одран     | «Бенкет Бабетти»                 | Бабетт Ерсан             |                  |
| 1988 | Шер              | «Влада місяця»                   | Лоретта Касторіні        |                  |
| 1988 | Джеймі Лі Кертіс | «Рибка на ім'я Ванда»            | Ванда Гершвіц            |                  |
| 1987 | Енн Бенкрофт     | «Черінг Кросс Роуд, 84»          | Гелен Генфф              |                  |
| 1987 | Емілі Ллойд      | «Хочу, щоб ти був тут»           | Лінда Менселл            |                  |
| 1987 | Сара Майлз       | «Надія та слава»                 | Грейс Ровен              |                  |
| 1987 | Джулі Волтерс    | «Інтимні послуги»                | Крістін Пейнтер          |                  |
| 1986 | Меггі Смітт      | «Кімната з видом»                | Шарлотта Бартлетт        |                  |
| 1986 | Міа Ферроу       | «Ганна та її сестри»             | Ханна                    |                  |
| 1986 | Меріл Стріп      | «З Африки»                       | Карен Бліксен            |                  |
| 1986 | Кеті Тайсон      | «Мона Ліза»                      | Сімон                    |                  |
| 1985 | Пеггі Ашкрофт    | «Поїздка до Індії»               | Місіс Мур                |                  |
| 1985 | Міа Ферроу       | «Пурпурова троянда Каїра»        | Сесілія                  |                  |
| 1985 | Келлі Макгілліс  | «Свідок»                         | Рейчел Лапп              |                  |
| 1985 | Александра Пігг  | «Листи до Брежнєва»              | Елейн                    |                  |
| 1984 | Меггі Смітт      | «Приватна функція»               | Джойс Чілверс            |                  |
| 1984 | Ширлі Мак-Лейн   | «Мова ніжності»                  | Аврора Грінвей           |                  |
| 1984 | Гелен Міррен     | «Кел»                            | Марселла                 |                  |
| 1984 | Меріл Стріп      | «Сілквуд»                        | Карен Сілквуд            |                  |
| 1983 | Джулі Волтерс    | «Виховання Рити»                 | Сьюзен «Рита» Вайт       |                  |
| 1983 | Джессіка Ленґ    | «Тутсі»                          | Джулі Ніколс             |                  |
| 1983 | Філліс Логан     | «Інший час, інше місце»          | Джені                    |                  |
| 1983 | Меріл Стріп      | «Вибір Софії»                    | Зофія "Софі" Завістовскі |                  |
| 1982 | Кетрін Гепберн   | «На золотому озері»              | Етель Теєр               |                  |
| 1982 | Даян Кітон       | «Червоні»                        | Луїза Браянт             |                  |
| 1982 | Дженніфер Кендал | «Човрінгі Лейн, 36»              | Вайолет Стонгем          |                  |
| 1982 | Сісі Спейсек     | «Зниклий безвісти»               | Джойс Горман             |                  |
| 1981 | Меріл Стріп      | «Жінка французького лейтенанта»  | Сара Вудрафф та Анна     |                  |
| 1981 | Мері Тайлер Мур  | «Звичайні люди»                  | Бет Джаретт              |                  |
| 1981 | Меггі Смітт      | «Квартет»                        | Лоїс Хайдлер             |                  |
| 1981 | Сісі Спейсек     | «Дочка шахтаря»                  | Лоретта Лін              |                  |
| 1980 | Джуді Девіс      | «Моя блискуча кар’єра»           | Сибілла Мелвін           |                  |
| 1980 | Ширлі Мак-Лейн   | «Бути там»                       | Ів Ренд                  |                  |
| 1980 | Бетт Мідлер      | «Троянда»                        | Мері Роуз Фостер         |                  |
| 1980 | Меріл Стріп      | «Крамер проти Крамера»           | Джоанна Крамер           |                  |

#### 1968—1979
| Рік  | Акторки          | Фільм                                     | Роль                 | Фото переможниці |
| ---- | ---------------- | ----------------------------------------- | -------------------- | ---------------- |
| 1979 | Джейн Фонда      | «Китайський синдром»                      | Кімберлі Велс        |                  |
| 1979 | Даян Кітон       | «Мангеттен»                               | Мері Вілкі           |                  |
| 1979 | Меггі Сміт       | «Каліфорнійська сюїта»                    | Діана Баррі          |                  |
| 1979 | Меріл Стріп      | «Мисливець на оленів»                     | Лінда                |                  |
| 1978 | Джейн Фонда      | «Джулія»                                  | Ліліан Геллман       |                  |
| 1978 | Енн Бенкрофт     | «Поворотний пункт»                        | Емма Джаклін         |                  |
| 1978 | Джилл Клейберг   | «Неодружена жінка»                        | Еріка Бентон         |                  |
| 1978 | Марша Мейсон     | «До побачення, люба»                      | Пола Макфедден       |                  |
| 1977 | Даян Кітон       | «Енні Голл»                               | Енні Голл            |                  |
| 1977 | Фей Данавей      | «Телемережа»                              | Діана Крістенсен     |                  |
| 1977 | Шеллі Дювалл     | «Три жінки»                               | Міллі Ламморо        |                  |
| 1977 | Лілі Томлін      | «Пізній вечір»                            | Марго Сперлінг       |                  |
| 1976 | Луїза Флетчер    | «Пролітаючи над гніздом зозулі»           | Медсестра Ретчед     |                  |
| 1976 | Лорен Беколл     | «Найвлучніший»                            | Бонд Роджерс         |                  |
| 1976 | Ріта Морено      | «Рітц»                                    | Ґуґі Гомез           |                  |
| 1976 | Лів Ульман       | «Лицем в лице»                            | Дженні Ісаксон       |                  |
| 1975 | Еллен Берстін    | «Аліса тут більше не живе»                | Еліс Гаятт           |                  |
| 1975 | Енн Бенкрофт     | «В'язень Другої Авеню»                    | Една Едісон          |                  |
| 1975 | Валері Перрін    | «Ленні»                                   | Хані Брюс            |                  |
| 1975 | Лів Ульман       | «Сцени з подружнього життя»               | Маріанна             |                  |
| 1974 | Джоан Вудворд    | «Літні бажання, зимові мрії»              | Рита Волден          |                  |
| 1974 | Фей Данавей      | «Китайський квартал»                      | Івелін Малрей        |                  |
| 1974 | Барбра Стрейзанд | «Якими ми були»                           | Кеті Мороскі         |                  |
| 1974 | Сіселі Тайсон    | «Автобіографія міс Джейн Піттман»         | Джейн Піттманн       |                  |
| 1973 | Стефан Одран     | «Скромна привабливість буржуазії»         | Аліс Сенешаль        |                  |
| 1973 | Стефан Одран     | «Перед темрявою»                          | Елен Массон          |                  |
| 1973 | Джулі Крісті     | «А тепер не дивися»                       | Лора Бакстер         |                  |
| 1973 | Гленда Джексон   | «З шиком»                                 | Вікі Аллессіо        |                  |
| 1973 | Даяна Росс       | «Леді співає блюз»                        | Біллі Голідей        |                  |
| 1972 | Лайза Міннеллі   | «Кабаре»                                  | Саллі Боулз          |                  |
| 1972 | Стефан Одран     | «М'ясник»                                 | Елен                 |                  |
| 1972 | Енн Бенкрофт     | «Молодий Вінстон»                         | Дженні Черчилль      |                  |
| 1972 | Дороті Тутін     | «Дикий Месія»                             | Софі Бжеська         |                  |
| 1971 | Гленда Джексон   | «Неділя, проклята неділя»                 | Алекс Ґренвілль      |                  |
| 1971 | Лінн Карлін      | «Відрив»                                  | Лінн Тайн            |                  |
| 1971 | Джулі Крісті     | «Посередник»                              | Маріан               |                  |
| 1971 | Джейн Фонда      | «Клют»                                    | Брі Деніелс          |                  |
| 1971 | Нанетт Ньюман    | «Шалений місяць»                          | Джилл Метьюз         |                  |
| 1970 | Кетрін Росс      | «Буч Кессіді і Санденс Кід»               | Етта Плейс           |                  |
| 1970 | Кетрін Росс      | «Скажіть їм, що Віллі тут»                | Лола                 |                  |
| 1970 | Джейн Фонда      | «Загнаних коней пристрілюють, чи не так?» | Глорія Бітті         |                  |
| 1970 | Голді Гоун       | «Квітка кактуса»                          | Тоні Сіммонс         |                  |
| 1970 | Голді Гоун       | «Гей! У моєму супі дівчина»               | Маріон               |                  |
| 1970 | Сара Майлз       | «Дочка Раяна»                             | Розі Раян            |                  |
| 1969 | Меггі Сміт       | «Розквіт міс Джин Броді»                  | Джин Броді           |                  |
| 1969 | Міа Ферроу       | «Джон і Мері»                             | Мері                 |                  |
| 1969 | Міа Ферроу       | «Дитина Розмарі»                          | Розмарі Вудгаус      |                  |
| 1969 | Міа Ферроу       | «Таємна церемонія»                        | Сенсі                |                  |
| 1969 | Гленда Джексон   | «Закохані жінки»                          | Ґудрун Брангвен      |                  |
| 1969 | Барбра Стрейзанд | «Смішна дівчина»                          | Фанні Брайс          |                  |
| 1969 | Барбра Стрейзанд | «Привіт, Доллі!»                          | Доллі Галлагер Лівай |                  |
| 1968 | Кетрін Гепберн   | «Вгадай, хто прийде на обід»              | Крістіна Дрейтон     |                  |
| 1968 | Кетрін Гепберн   | «Лев узимку»                              | Елеонора Аквітанська |                  |
| 1968 | Енн Бенкрофт     | «Випускник»                               | Місіс Робінсон       |                  |
| 1968 | Катрін Денев     | «Денна красуня»                           | Северин Серізі       |                  |
| 1968 | Джоан Вудворд    | «Рейчел, Рейчел»                          | Рейчел Кемерон       |                  |

### 1952—1967

#### Найкраща британська акторка
| Рік  | Акторки            | Фільм                                        | Роль                                 | Фото переможниці |
| ---- | ------------------ | -------------------------------------------- | ------------------------------------ | ---------------- |
| 1952 | Вів'єн Лі          | «Трамвай „Бажання“»                          | Бланш Дюбуа                          |                  |
| 1952 | Філліс Калверт     | «Менді»                                      | Крістін Гарленд                      |                  |
| 1952 | Селія Джонсон      | «Я вірю в тебе»                              | Метті Метісон                        |                  |
| 1952 | Енн Тодд           | «Звуковий бар'єр»                            | Сьюзан Гартвейт                      |                  |
| 1953 | Одрі Гепберн       | «Римські канікули»                           | Принцеса Анна                        |                  |
| 1953 | Селія Джонсон      | «Капітанський рай»                           | Мод                                  |                  |
| 1954 | Івонн Мітчелл      | «Розділене серце»                            | Соня                                 | –                |
| 1954 | Бренда де Банзі    | «Вибір Гобсона»                              | Меггі Гобсон                         | –                |
| 1954 | Одрі Гепберн       | «Сабріна»                                    | Сабріна Ферчайлд                     | –                |
| 1954 | Маргарет Лейтон    | «Керрінгтон V.C.»                            | Валері Керрінгтон                    | –                |
| 1954 | Ноель Міддлтон     | «Керрінгтон V.C.»                            | Елісон Л. Грем                       | –                |
| 1955 | Кеті Джонсон       | «Леді-кіллери»                               | Луїза Вілберфорс                     | –                |
| 1955 | Маргарет Джонстон  | «Доторкнись і йди»                           | Гелен Флетчер                        | –                |
| 1955 | Дебора Керр        | «Кінець справи»                              | Сара Майлз                           | –                |
| 1955 | Маргарет Локвуд    | «Відкинути темну тінь»                       | Фреда Джеффріс                       | –                |
| 1956 | Вірджинія Маккенна | «Місто, схоже на Алісу»                      | Жан Педже                            |                  |
| 1956 | Дороті Елісон      | «Дотягнутися до неба»                        | Медсестра Брейс                      |                  |
| 1956 | Одрі Гепберн       | «Війна і мир»                                | Наташа Ростова                       |                  |
| 1957 | Гізер Сірс         | «Історія Естер Костелло»                     | Естер Костелло                       | –                |
| 1957 | Дебора Керр        | «Чай та симпатія»                            | Лаура Рейнольдс                      | –                |
| 1957 | Сильвія Сімс       | «Жінка в халаті»                             | Джорджі Гарлоу                       | –                |
| 1958 | Айрін Ворт         | «Накази вбивати»                             | Леоні                                |                  |
| 1958 | Герміона Бадделі   | «Кімната нагорі»                             | Елспет                               |                  |
| 1958 | Каруна Банерджі    | «Нескорений»                                 | Сарбаджая Рой                        |                  |
| 1958 | Вірджинія Маккенна | «Вирізайте її ім’я з гордістю»               | Віолет Сабо                          |                  |
| 1959 | Одрі Гепберн       | «Історія черниці»                            | Сестра Люк (Габріель ван дер Мал)    |                  |
| 1959 | Пеггі Ашкрофт      | «Історія черниці»                            | Мати Матильда                        |                  |
| 1959 | Івонн Мітчелл      | «Сапфір»                                     | Мілдред                              |                  |
| 1959 | Сильвія Сімс       | «Немає дерев на вулиці»                      | Гетті                                |                  |
| 1959 | Кей Волш           | «Паща коня»                                  | Міс Кокер                            |                  |
| 1959 | Венді Гіллер       | «Окремі столи»                               | Пет Купер                            |                  |
| 1960 | Рейчел Робертс     | «Суботній вечір і недільний ранок»           | Бренда                               |                  |
| 1960 | Гейлі Мілз         | «Полліанна»                                  | Поліанна                             |                  |
| 1960 | Венді Гіллер       | «Сини та коханці»                            | Ґертруда Морель                      |                  |
| 1961 | Дора Браян         | «Смак меду»                                  | Гелен                                | –                |
| 1961 | Дебора Керр        | «Західники»                                  | Іда Кармоді                          | –                |
| 1961 | Гейлі Мілз         | «Свистіти по вітру»                          | Кеті Босток                          | –                |
| 1962 | Леслі Карон        | «Г-подібна кімната»                          | Джейн Фоссет                         |                  |
| 1962 | Вірджинія Маскелл  | «Дикий і прагнучий»                          | Вірджинія Чоун                       |                  |
| 1962 | Джанет Манро       | «Життя за Рут»                               | Пет Гарріс                           |                  |
| 1963 | Рейчел Робертс     | «Це спортивне життя»                         | Маргарет Хаммонд                     |                  |
| 1963 | Джулі Крісті       | «Брехун Біллі»                               | Ліз                                  |                  |
| 1963 | Едіт Еванс         | «Том Джонс»                                  | Міс Вестерн                          |                  |
| 1963 | Сара Майлз         | «Слуга»                                      | Вера                                 |                  |
| 1963 | Барбара Віндзор    | «Горобці не вміють співати»                  | Меґґі Ґудінг                         |                  |
| 1964 | Одрі Гепберн       | «Шарада»                                     | Реджина Ламперт                      |                  |
| 1964 | Едіт Еванс         | «Крейдяний сад»                              | Місіс Сент Моем                      |                  |
| 1964 | Дебора Керр        | «Крейдяний сад»                              | Місіс Мадриґал                       |                  |
| 1964 | Рита Ташінґем      | «Дівчина з зеленими очима»                   | Кейт Бреді                           |                  |
| 1965 | Джулі Крісті       | «Дорога»                                     | Діана Скотт                          |                  |
| 1965 | Джулія Ендрюс      | «Американізація Емілі» «Звуки музики»        | Емілі Бархем Марія фон Трапп         |                  |
| 1965 | Меггі Сміт         | «Молодий Кессіді»                            | Нора                                 |                  |
| 1965 | Рита Ташінґем      | «Вправність... і як її придбати»             | Ненсі Джонс                          |                  |
| 1966 | Елізабет Тейлор    | "Хто боїться Вірджинії Вульф?"               | Марта                                |                  |
| 1966 | Джулі Крісті       | «Доктор Живаго» «451 градус за Фаренгейтом»  | Лара Антипова Лінда Монтаґ / Кларисс |                  |
| 1966 | Лінн Редґрейв      | «Дівчина Джорджі »                           | Джорджина «Джорджі» Паркін           |                  |
| 1966 | Ванесса Редґрейв   | «Морган – відповідний випадок для лікування» | Леоні Дельт                          |                  |
| 1967 | Едіт Еванс         | «Шептуни»                                    | Місіс Росс                           |                  |
| 1967 | Барбара Джеффорд   | «Улісс»                                      | Моллі Блум                           |                  |
| 1967 | Елізабет Тейлор    | «Приборкання норовливої»                     | Катаріна                             |                  |

#### Найкраща іноземна акторка
| Рік  | Акторки             | Фільм                                     | Роль                     | Фото |
| ---- | ------------------- | ----------------------------------------- | ------------------------ | ---- |
| 1952 | Симона Синьйоре     | «Золота каска»                            | Марі                     |      |
| 1952 | Едвіж Феєр          | «Олівія»                                  | Джулі                    |      |
| 1952 | Кетрін Гепберн      | «Пет і Майк»                              | Патриція «Пет» Пембертон |      |
| 1952 | Джуді Голідей       | «Вид шлюбу»                               | Флоренс Кіфер            |      |
| 1952 | Ніколь Стефан       | «Жахливі діти»                            | Елізабет                 |      |
| 1953 | Леслі Карон         | «Лілі»                                    | Лілі Дор'є               |      |
| 1953 | Ширлі Бут           | «Повернись, маленька Шеба»                | Лола Ділейні             |      |
| 1953 | Марі Пауерс         | «Медіум»                                  | Флора                    |      |
| 1953 | Марія Шелл          | «Серце матерії»                           | Гелен Рольт              |      |
| 1954 | Корнелл Борхерс     | «Розділене серце»                         | Інга Гартл               |      |
| 1954 | Ширлі Бут           | «Про місіс Леслі»                         | Вів'єн Леслі             |      |
| 1954 | Джуді Голідей       | «Phffft»                                  | Ніна Трейсі              |      |
| 1954 | Грейс Келлі         | «У випадку вбивства набирайте «М»»        | Марго Вендіс             |      |
| 1954 | Джина Лоллобриджида | «Хліб, любов і фантазія»                  | Марія де Рітіс           |      |
| 1955 | Бетсі Блер          | «Марті»                                   | Клара Снайдер            |      |
| 1955 | Дороті Дандрідж     | «Кармен Джонс»                            | Кармен Джонс             |      |
| 1955 | Джуді Ґарленд       | «Зірка народилася »                       | Естер Блоджетт           |      |
| 1955 | Джулі Гарріс        | «Я – камера»                              | Саллі Боулз              |      |
| 1955 | Кетрін Гепберн      | «Літня пора»                              | Джейн Гадсон             |      |
| 1955 | Грейс Келлі         | «Сільська дівчина»                        | Джорджі Елгін            |      |
| 1955 | Джульєтта Мазіна    | «Дорога»                                  | Жасмин                   |      |
| 1955 | Мерилін Монро       | «Сверблячка сьомого року»                 | Дівчина                  |      |
| 1956 | Анна Маньяні        | "Татуйована троянда"                      | Серафіна Делле Роз       |      |
| 1956 | Керрол Бейкер       | «Лялечка»                                 | Лялька Мейган            |      |
| 1956 | Єва Дальбек         | «Усмішки літньої ночі»                    | Дезіре Армфельдт         |      |
| 1956 | Ава Гарднер         | «Перехрестя Бовані»                       | Вікторія Джонс           |      |
| 1956 | Сьюзен Гейворд      | «Я буду плакати завтра»                   | Лілліан Рот              |      |
| 1956 | Ширлі Маклейн       | «Неприємності з Гаррі»                    | Дженніфер Роджерс        |      |
| 1956 | Кім Новак           | «Пікнік»                                  | Марджорі Овенс           |      |
| 1956 | Маріса Паван        | "Татуйована троянда"                      | Роза Делле Роза          |      |
| 1956 | Марія Шелл          | «Жервеза»                                 | Жервеза                  |      |
| 1956 | Джин Сіммонс        | «Хлопці та ляльки»                        | Сестра Сара Браун        |      |
| 1957 | Симона Синьйоре     | «Салемські відьми»                        | Елізабет Проктор         |      |
| 1957 | Августа Дебні       | «Та ніч!»                                 | Меґі Боуден              |      |
| 1957 | Кетрін Гепберн      | «Продавець дощу»                          | Ліззі Каррі              |      |
| 1957 | Лілі Палмер         | «Історія Анастасії»                       | Анна Андерсон            |      |
| 1957 | Ева Мері Сейнт      | «Повний капелюх дощу»                     | Селія Поуп               |      |
| 1957 | Мерилін Монро       | «Принц і танцівниця»                      | Елсі Марина              |      |
| 1957 | Джоан Вудворд       | «Три обличчя Єви»                         | Єва Вайт                 |      |
| 1958 | Симона Синьйоре     | «Кімната нагорі»                          | Еліс Ейсгілл             |      |
| 1958 | Інгрід Бергман      | «Корчма шостого щастя »                   | Гледіс Ейлворд           |      |
| 1958 | Анна Маньяні        | «Дикий вітер»                             | Джоя                     |      |
| 1958 | Джульєтта Мазіна    | «Ночі Кабірії»                            | Кабірія Чеккареллі       |      |
| 1958 | Тетяна Самойлова    | «Летять журавлі»                          | Вероніка                 |      |
| 1958 | Елізабет Тейлор     | «Кішка на розпеченому даху»               | Меггі Поллітт            |      |
| 1958 | Джоан Вудворд       | «Без початкового внеску»                  | Леола Бун                |      |
| 1959 | Ширлі Маклейн       | «Спитай мою дівчину»                      | Мег Вілер                |      |
| 1959 | Ава Гарднер         | «На березі»                               | Мойра Девідсон           |      |
| 1959 | Сьюзен Гейворд      | «Я хочу жити!»                            | Барбара Грем             |      |
| 1959 | Еллі Ламбетті       | «Справа гідності»                         | Хлоя Пелла               |      |
| 1959 | Розалінд Расселл    | «Тітка Мейм»                              | Мама Денніс              |      |
| 1960 | Ширлі Маклейн       | «Квартира»                                | Фран Кубелік             |      |
| 1960 | П'єр Анджелі        | «Розлючена тиша»                          | Анна Кертіс              |      |
| 1960 | Меліна Меркурі      | «Ніколи в неділю»                         | Ілля                     |      |
| 1960 | Еммануель Ріва      | «Хіросіма, кохання моє»                   | Ель                      |      |
| 1960 | Джин Сіммонс        | «Елмер Гантрі»                            | Шерон Фальконер          |      |
| 1960 | Моніка Вітті        | «Пригода»                                 | Клаудія                  |      |
| 1961 | Софі Лорен          | «Чочара»                                  | Сесіра                   |      |
| 1961 | Анні Жирардо        | «Рокко та його брати»                     | Надя                     |      |
| 1961 | Пайпер Лорі         | «Більярдист»                              | Сара Пакард              |      |
| 1961 | Клаудія Макніл      | «Родзинка на сонці»                       | Лена Молодша             |      |
| 1961 | Джин Сіберг         | «На останньому подиху»                    | Патриція Франкіні        |      |
| 1962 | Енн Бенкрофт        | «Та, що створила диво»                    | Енн Салліван             |      |
| 1962 | Гаррієт Андерссон   | «Як у дзеркалі »                          | Катрін                   |      |
| 1962 | Анук Еме            | «Лола»                                    | Лола                     |      |
| 1962 | Меліна Меркурі      | «Федра»                                   | Федра                    |      |
| 1962 | Жанна Моро          | «Жуль і Джим»                             | Кетрін                   |      |
| 1962 | Джеральдін Пейдж    | «Солодкоголосий птах юності»              | Александра дель Лаго     |      |
| 1962 | Наталі Вуд          | «Сяйво в траві»                           | Діні Луміс               |      |
| 1963 | Патріція Ніл        | «Хад»                                     | Альма Браун              |      |
| 1963 | Джоан Кроуфорд      | «Що сталося з Бебі Джейн?»                | Бланш Гадсон             |      |
| 1963 | Бетті Девіс         | «Що сталося з Бебі Джейн?»                | Бебі Джейн Гадсон        |      |
| 1963 | Лі Ремік            | «Дні вина та троянд»                      | Кірстен Арнесен Клей     |      |
| 1963 | Даніела Рокка       | «Розлучення по-італійськи»                | Розалія Чефалу           |      |
| 1964 | Енн Бенкрофт        | «Гарбузоїд»                               | Джо Армітаж              |      |
| 1964 | Кім Стенлі          | «Сеанс мокрого дня»                       | Майра Севідж             |      |
| 1964 | Ава Гарднер         | «Ніч ігуани»                              | Максін Фолк              |      |
| 1964 | Ширлі Маклейн       | «Ніжна Ірма» «Що за шлях!»                | Ірма ла Дус Луїза Фостер |      |
| 1965 | Патріція Ніл        | «Небезпечними водами»                     | Меггі Гейнс              |      |
| 1965 | Джейн Фонда         | «Кет Балу»                                | Кетрін Балу              |      |
| 1965 | Ліля Кедрова        | «Грек Зорба»                              | Мадам Гортенс            |      |
| 1965 | Симона Синьйоре     | «Корабель дурнів»                         | Кондеса                  |      |
| 1966 | Жанна Моро          | «Віва Марія!»                             | Марія І                  |      |
| 1966 | Бріжіт Бардо        | «Віва Марія!»                             | Марія II                 |      |
| 1966 | Джоан Гаккетт       | «Група»                                   | Дотті Ренфрю             |      |
| 1966 | Симона Синьйоре     | «Вбивця у спальному вагоні»               | Еліан Даррес             |      |
| 1967 | Анук Еме            | «Чоловік і жінка»                         | Анн Готьє                |      |
| 1967 | Бібі Андерссон      | «Ліжко для брата і сестри 1782» «Персона» | Шарлотта / Сестра Альма  |      |
| 1967 | Джейн Фонда         | «Босоніж по парку»                        | Корі Браттер             |      |
| 1967 | Симона Синьйоре     | «Смертельна справа»                       | Ельза Феннан             |      |